# 44475 Hikarumasai
44475 Hikarumasai è un asteroide della fascia principale. Scoperto nel 1998, presenta un'orbita caratterizzata da un semiasse maggiore pari a 2,6346221 UA e da un'eccentricità di 0,3024430, inclinata di 5,88989° rispetto all'eclittica.